# Rúpits
Rúpits és una banda catalana de música pop de Gironella (Berguedà). El grup va ser guanyador del Premi de votació popular del concurs Sona9 el 2016 i ha publicat 3 discs (fins al 2019).

## Història
El grup Rúpits va néixer el setembre de 2014 d'una proposta dels germans Espel portada a la pràctica amb el baixista Marc Coromines i el bateria Oscar Pardo. A aquesta colla d'amics de Gironella, que es coneixien des de l'escola, se'ls va ajuntar posteriorment un altre amic, el trompetista Quico Rodríguez i, un any més tard, el trombonista Gerard Serrano, que completa el sextet actual. El nom de Rúpits ve d'una variant del nom del pit-roig, rupit, un ocell amigable i divertit. El 2015 van gravar un primer treball autoeditat amb quatre cançons.
El 2016 van guanyar el premi Popular del concurs Sona9, que s'obté per votació del públic, a l'Antiga Fàbrica Damm, cosa que els va permetre actuar al festival Canet Rock del mateix any. El 2017 van gravar el primer llarga durada, Imperfeccions, gravat a Bucbonera Studios. L'àlbum inclou dotze cançons d'un pop festiu i optimista on tenen cabuda des de sons més electrònics («Busco un lloc») fins a ritmes llatins com «Ulls clars» i «Equinocci».
El segon disc, Imagimari, fou publicat el 10 d'abril de 2019 i el van presentar a la sala Stroika de Manresa el 26 d'abril i a l'Antiga Fàbrica Damm el 28 del mateix mes. Aquest treball va suposar una evolució, amb un so més electrònic i una música més ballable. La gènesi d'aquest CD parteix de les lletres del cantant, Marc Espel, sobre les quals tot el grup va anar treballant a l'estudi. Amb aquestes cançons, que parlen de superar problemes, de parella o de feina, d'enfrontar-s'hi amb una visió optimista de la vida, es crea l'imaginari col·lectiu que identifica Rúpits, amb tot d'objectes, en forma de cançons, que passaran a formar part del seu univers pop. Fou enregistrat a la Bucbonera Studios amb Tomàs Robisco com a tècnic i Jordi Cost Sec (abans amb Strombers) com a productor, i masteritzat als estudis d'Abbey Road a Londres.

## Components
- Marc Espel, veu i guitarra
- Jaume Espel, guitarra
- Marc Corominas, baix
- Òscar Pardo, bateria
- Francesc Rodríguez (Quico), trompeta, teclat, veus
- Gerard Serrano, Trombó, teclat, percussió, veus

## Discografia
Àlbum i EP
- Ep (EP autoeditat amb 4 cançons, 2015)
- Imperfeccions (U98 Music, 2017)
- Imaginari (Cases de la Música, 2019)

## Videografia
- «Planetes» (avançament del disc Imaginari, realitzat per Koalitic Visuals, 2019)